# Condado Principesco do Tirol
O Condado do Tirol era uma propriedade do Sacro Império Romano, fundada por volta de 1140. Originalmente uma jurisdição sob a soberania dos condes do Tirol, foi herdada pelos condes de Gorizia em 1253 e finalmente caiu na Casa austríaca de Habsburgo em 1363. Em 1804, o principado do Tirol foi unificado com os seculares príncipe-bispados de Trento e Brixen, e tornou-se uma Terra da coroa do Império Austríaco em 1804 ; a partir de 1867, tornou-se uma terra da coroa da Cisleitânia da Áustria-Hungria.
Hoje, o território da região histórica da coroa é dividido entre a região autônoma italiana de Trentino-Alto Ádige / Südtirol e o estado austríaco do Tirol. Hoje, ambas as partes estão novamente associadas à Eurorregião Tirol-Tirol do Sul-Trentino.

## História

### Estabelecimento

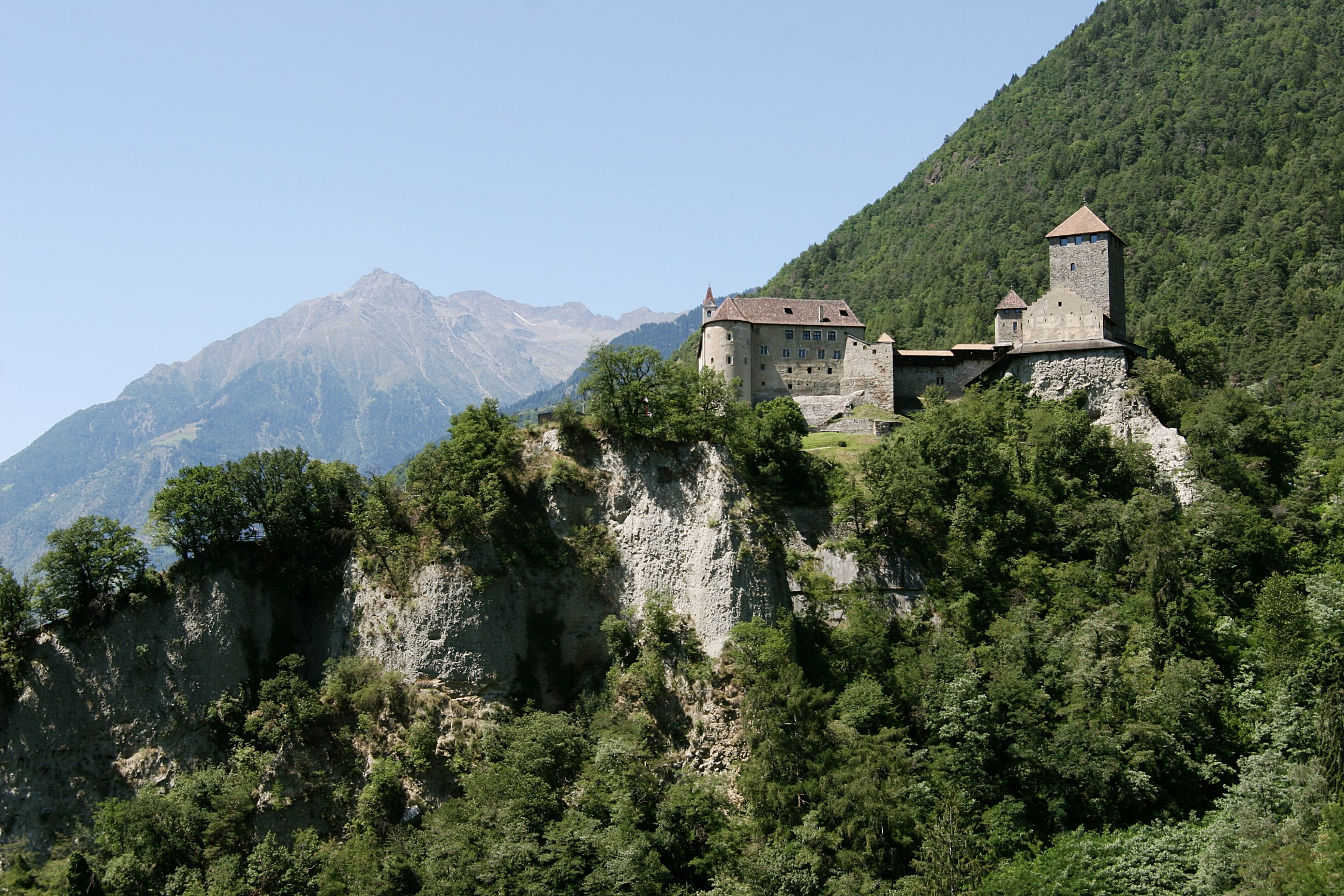
O Castelo de Tirol era a sede dos condes do Tirol e deu o nome à região

Desde que o rei germânico Otão I conquistou o antigo Reino Itálico dos lombardos em 961 e coroou-se o próprio imperador romano em Roma, as principais passagens dos Alpes Orientais se tornaram importante área de trânsito. Os monarcas germânicos viajavam regularmente pelo passo do Brennero em suas expedições italianas visando a coroação papal ou a consolidação do domínio imperial. Em 1004, o rei Henrique II da Germânia separou as terras do Trento da Marca de Veronade Verona. A partir de 1140 em diante, a dinastia conjugal residente no Castelo Tirol, perto de Merano, ocupava o cargo de Vogts, que eram oficiais de justiça na diocese de Trento. Estenderam seu território por grande parte da região e passaram a superar o poder dos bispos, que eram nominalmente seus senhores feudais. O Castelo de Tirol, que era sede dos condes do Tirol, deu o nome à região. 
Em 1307, o filho de Meinardo, Henrique, foi eleito rei da Boêmia. Depois de sua morte, teve uma filha sobrevivente, Margarida Maultasch, que só poderia ganhar o domínio sobre o Tirol. Em 1342, casou-se com Luís V de Wittelsbach, então marquês de Brandemburgo. A águia vermelha no brasão de armas do Tirol pode derivar da águia de Brandemburgo no momento em que ela e seu marido governaram o Tirol e Brandemburgo em união pessoal, embora a águia tirolesa já tivesse aparecido no século XIII. 
Luís V morreu em 1361, seguido pelo filho de Margaret, Meinardo III, dois anos depois. Na falta de descendentes para sucedê-la, ela legou o condado a Rudolfo IV de Habsburgo, duque da Áustria, em 1363, que foi reconhecido pela Casa de Wittelsbach em 1369. A partir de então, o Tirol foi governado por várias linhagens da dinastia austríaca dos Habsburgos, que detinham o título de conde.

## Áustria

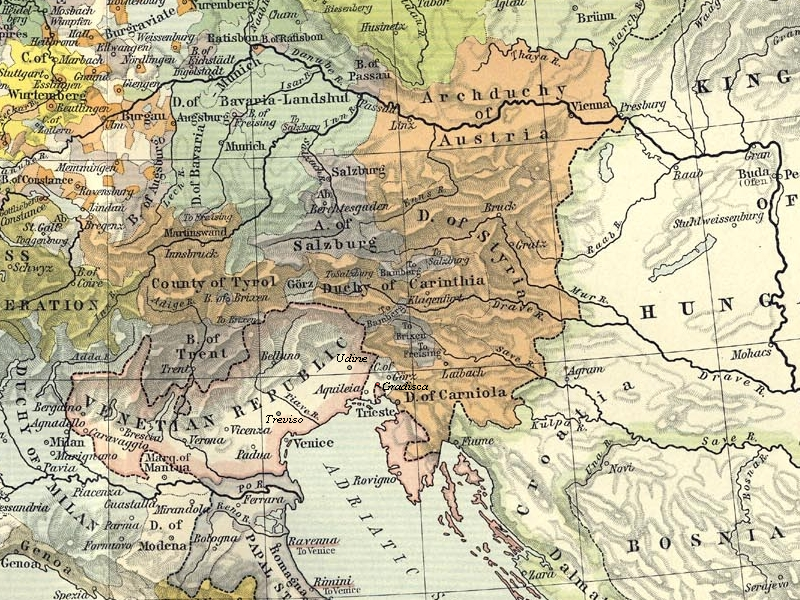
Mapa do condado do Tirol e do Círculo Austríaco durante o século XV

Depois que as terras hereditárias dos Habsburgo foram divididas pelo Tratado de Neubergue, em 1379, o Tirol foi governado pelos descendentes do duque Leopoldo III da Áustria. Depois de uma segunda divisão dentro da linha leopoldiniana em 1406, o duque Frederico IV dos bolsos vazios do governou. Em 1420, fez de Insbruque a residência tirolesa. Em 1490, seu filho e herdeiro Sigismundo renunciou ao Tirol e à Áustria em favor de seu primo rei alemão Maximiliano I de Habsburgo. Naquele período, Maximiliano havia reunido todas as terras dos Habsburgos sob seu domínio. Em 1500, ele também adquiriu os territórios restantes de Gorizia ( Görz ) ao redor de Lienz e do Vale do Puster. 
Quando o imperador Fernando I morreu em 1564, legou o domínio sobre o Tirol e a Áustria a seu segundo filho, o arquiduque Ferdinando II. Em seguida, ambos os territórios foram para os filhos mais novos dos imperadores Habsburgos: arquiduque Matias em 1608 e Maximiliano III em 1612. Após a morte do arquiduque Sigismundo Francisco, em 1665, todas as terras dos Habsburgos estavam novamente sob o domínio unido do imperador Leopoldo I.. 

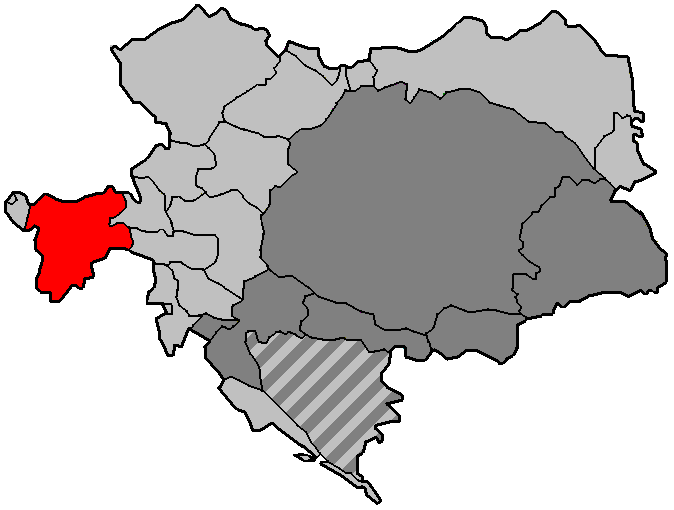
Império Austro-Húngaro em 1914:
Principado do Tirol
Cisleitânia
Transleitânia

Desde a época de Maria Teresa da Áustria (1740–1780), o Tirol foi governado pelo governo central da monarquia dos Habsburgos em Viena em todos os assuntos de grande importância. Em 1803, as terras dos Bispos de Trento e Brixen foram secularizadas e incorporadas ao condado. Após a derrota para Napoleão Bonaparte em 1805, a Áustria foi forçada a ceder o Tirol ao Reino da Baviera na Paz de Presburgo. O Tirol, como parte da Baviera, tornou-se membro da Confederação do Reno em 1806. Os tiroleses se levantaram contra a autoridade da Baviera e conseguiram derrotar três vezes tropas da Baviera e da França tentando retomar a Áustria. A Áustria perdeu a guerra da Quinta Coligação contra a França e obteve duros termos no Tratado de Schönbrunn em 1809. Glorificado como herói nacional do Tirol, Andreas Hofer, o líder do levante, foi executado em 1810 em Mântua. Suas forças haviam perdido uma terceira e última batalha contra as forças francesas e bávaras. O Tirol permaneceu sob a Baviera e o Reino Napoleônico da Itália por mais quatro anos. Em 1815, por decisões do Congresso de Viena, o Tirol foi reunificado e retornou à Áustria, onde foi integrado ao Império Austríaco. A partir de 1867, tornou-se Kronland (Terra da Coroa) da Cisleitânia. 

## Fim do Condado
Após a Primeira Guerra Mundial, os vencedores estabeleceram mudanças nas fronteiras. O Tratado de Saint-Germain-en-Laye de 1919 determinou, de acordo com o Pacto de Londres de 1915, que a parte sul da terra austríaca do Tirol deveria ser cedida ao Reino da Itália, incluindo o território do antigo bispado de Trento, correspondendo aproximadamente ao Trento moderno, bem como o sul do condado medieval do Tirol, a atual província do sul do Tirol. Assim, a Itália assumiu o controle da divisão estratégica da água alpina no passo do Brennero e no sul do Tirol, com sua grande maioria de língua alemã. Desde 1949, ambas as partes formam a região autônoma italiana de Trentino-Alto Ádige. Hoje, a parte norte do Tirol, mantida pela Primeira República Austríaca, que forma o estado austríaco do Tirol, com seu exclave no Tirol Oriental.